# Ulön-Dannemark

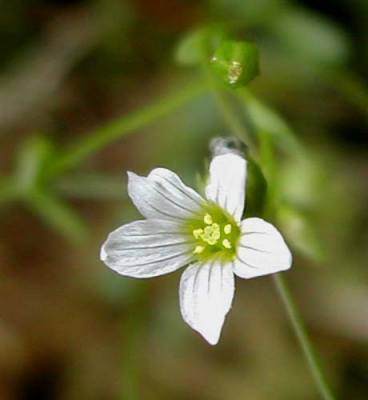
Vildlin

Ulön-Dannemark är ett naturreservat i Svenneby socken i Tanums kommun i Bohuslän.
Området är skyddat sedan 1983 och omfattar 309 hektar. Det är beläget strax väster om Heestrand söder om Hamburgsund och består av en örik arkipelag med kala klippor, badvikar och grunda bottenområden. 
De båda huvudöarna Ulön och Dannemark är förenade med ett smalt och lågt näs. Granithällmarker dominerar landskapet. Berget bildar branta stup på nordvästsidan av Dannemark och här finns öns högsta punkt som markeras av ett välbevarat bronsåldersröse. Öarna bär tydliga spår av inlandsisens verksamhet med vackra rundhällar, isräfflor och skärtråg.
Ulön-Dannemark har tidigare varit bebodda. Stentäktverksamhet har pågått fram till 1930-talet då man bröt röd bohusgranit. I de igenvuxna kulturmarkerna på de båda huvudöarna och på kalktorrängar finns botaniskt intressant växtlighet med bland annat blodnäva, getrams, vildlin, darrgräs och backsmultron. Stränderna, grunda vikar och lövsnår gynnar ett rikt fågelliv.
Naturreservatet förvaltas av Västkuststiftelsen.